# Evans (Kolorado)
Evans – miasto w Stanach Zjednoczonych, w stanie Kolorado, w hrabstwie Weld.